# 聽見向陽之聲
《聽見向陽之聲》是一部由文乃ゆき創作的漫畫作品。改編自該漫畫的同名電影於2017年上映。改編同名電視劇則於2024年7月4日至9月19日在東京電視台播出。

## 劇情概要
该漫画主要讲述两位男主角杉原航平和佐川太一的爱情。主角杉原航平中三時高烧後突发性听力缺损，遭到中学同学疏远，高中时学长女朋友企图向他求欢，谣言传开后处境日下。大学时期与另一位主角佐川太一偶遇。太一入读大学然而因家贫需四处打工，其为人刚直鲁莽，说话大声，神经大条，故无法顺利觅职，正肚饿时巧遇同校法律系的航平分享午餐。发现听障生的航平需要志愿的笔记代抄员后，要求以午餐便当为代价，成为航平的课堂笔记代抄人。太一捍卫数遭为难的航平，並主张「听力受损不是你的错」。经历各种人际挫折的航平，意外得到一位讲话够大声可以顺利交流的朋友，开始接受和太一的人际交集后，尝试为太一制作午餐。剧情中，航平的病况走向恶化将可能完全丧失听力，在医院求诊时，从太一友人处得知不久前太一曾拒绝某女生的牵线要求。两人约见参加夏祭，适逢大雨。雨中桥下，较矮的太一为航平擦干头发，航平向太一告白，然后要求介绍对方，太一严拒。失望的航平决定另找代抄，太一却不明白为何如此，找到航平后要求他对他人敞开心扉交流，航平却亲吻他说他不解人意。本抗拒手语的航平决定尝试学习手语，太一则重任代抄。
次卷〈幸福论〉的剧情，主要是加入另一位听障生樱上麻耶来推动剧情，麻耶最初认为太一在占善良的航平便宜，到最后推动两人的爱情。另一方面，航平每次要求太一确认心意时，则发生太一婉转表达，航平听不清楚然后太一害羞逃走的剧情，航平益觉挫折常想放手，鲁钝的太一则朦胧间觉得尴尬。太一撞上麻耶正开创手语事业的长辈，结果受到招揽。太一自觉前途茫茫没有目标，不愿继续背债读书，现在找到自己有志向的事业，决定退学。愕然的航平接受太一的退学，太一却不理解航平示爱的手语。半年不曾通问，结果惊闻航平已有女友，失魂落魄的太一在出版社巧遇航平，两人再约碰面时，航平确认已有女友，此时太一才惊觉自己原来对航平抱有爱意，而航平也已向自己示爱。悔恨交加之际险些发生意外，而航平转称其实没有女友，依然爱他，此次太一确认爱意，两人遂在一起。

## 主角
佐川太一
因佐川聽起來很像某宅配公司，要求航平直呼其名，兩人藉由飯盒認識，漸漸親近。活潑開朗。
杉原航平
喜歡佐川，是聽障大學生。聽覺變差後開始漸變內向自閉。
某位女生
喜歡航平，嚮往某漫畫中女角和聽障談浪漫的戀愛。太一誤以為航平喜歡和他打工的女生，兩人因而產生波折，但最後仍言歸和好，航平向太一告白。

## 漫畫
本作品系列中，前作品在2014年出版，而續集幸福論則於2016年出版。該漫畫由France書院出版，屬該出版社Printemps出版的Canna Comics系列。 台版漫畫由尖端發行，陆版由国文出版社出版。
| 書名                       | 日文版                                | 台版                                 | 陆版                             |
| -------------------------- | ------------------------------------- | ------------------------------------ | -------------------------------- |
| 聽見向陽之聲(全)           | 2014年10月27日 ISBN 9784829685617     | 2017年7月19日 ISBN 9789571075839     | 2025年3月 ISBN 978-7-5125-1672-4 |
| 聽見向陽之聲－幸福論－(全) | 2016年5月27日 ISBN 9784829685808      | 2018年5月25日 ISBN 9789571081151     |                                  |
| 聽見向陽之聲－limit－(01)  | 2017年10月27日 ISBN 9784829685990     | 2018年8月16日 ISBN 9789571082882     |                                  |
| 聽見向陽之聲—limit—(02)    | 2018年12月27日 ISBN 978-4-8296-8615-7 | 2020年1月31日 ISBN 978-9-5710-8691-0 |                                  |
| 聽見向陽之聲—limit—(03)    | 2020年5月28日 ISBN 978-4-8296-8633-1  | 2021年2月5日 ISBN 978-9-5710-9326-0  |                                  |
| 聽見向陽之聲—春夏秋冬—(01) | 2021年12月28日 ISBN 978-4-8296-8659-1 | 2022年7月29日 ISBN 978-6-2633-8056-1 |                                  |
| 聽見向陽之聲—春夏秋冬—(02) | 2023年4月28日 ISBN 978-4-8296-8674-4  | 2024年3月12日 ISBN 978-6-2637-7210-6 |                                  |
| 聽見向陽之聲—春夏秋冬—(03) | 2024年5月30日 ISBN 978-4-8296-8697-3  |                                      |                                  |

## 電影
2017年6月24日，《聽見向陽之聲》電影版在日本上映。2017年10月13日，電影版在台灣上映，是繼同年3月24日上映的《電影版聲之形》之後，再有以聽覺障礙為題材的日本電影於台灣上映。這部電影收穫了聽障者的好評，並受到公共電視台的評論與新聞報導。其中一位受訪的聽障者方思雯認為佐川太一對杉原航平說「聽不見並不是你的錯吧」的橋段很感人；也有聽障者認為該片道出了他在求學時面臨的困境。

### 演員
- 多和田秀彌聲演杉原航平[9]
- 小野寺晃良聲演佐川太一[10]
- 三津谷亮聲演同學[11]
- 高島禮子聲演主角的媽媽[11]

兩位主角的演員多和田秀彌與小野寺晃良間的身高差和外型氣質接近原作。在拍一場拿毛巾擦頭髮的戲時，多和田秀彌坦承有些怦然心動，他表示，「因為我的身高比他高，因此小野寺的動作非常笨拙且不順手，但這樣反而很可愛。以我的角色來說當然非常開心，但是我本人其實也有被療癒到」。兩位主角在片中的吻戲為小野寺晃良的銀幕初吻。

## 電視劇
《聽見向陽之聲》是2024年7月4日至9月19日期間於東京電視台播出的「DRAMA NEXT」週四連續劇（週三深夜）。由中澤元紀與小林虎之介雙主演。
臺灣由GagaOOLala於2024年6月26日起播出。

### 登場人物

#### 主要人物
- 杉原航平：中澤元紀

廣泉大學法學部2年級生。聽障人士，高中畢業後突發性聽力喪失。
- 佐川太一：小林虎之介

航平的同級生，廣泉大學經濟系2年級生。

#### 周邊人物
- 横山智紀 / Yoko：宇佐卓真[13]

太一的友人。廣泉大學經濟系2年級生，網球學會成員。
- 安田哲 / Yasu：夏生大湖[13]

太一的友人。廣泉大學經濟系2年生，電影學會成員。
- 杉原涼子：西田尚美[13]

航平的母親，料理教室講師。
- 佐川源治：緒方義博[13]

太一的祖父，前木匠。
- 櫻上麻耶：白石優愛[14]（第7話 - ）

與航平一樣患有聽障，廣泉大學理學系1年級生，也是航平擔任家教的後輩。
- 犀清史郎：池田良[14]

為企業提供殘障人士培訓的公司「sig-n」的CEO。
- 千葉祐一：大東駿介[14]

「sig-n」的社員。

### 製作團隊
- 原作 - 文乃ゆき『聽見向陽之聲』（Printemps出版）[15]
- 劇本 - 川崎泉[15]
- 配樂 - 佐久間奏
- 片頭曲 - flumpool「SUMMER LION」（A-Sketch）[16]
- 片尾曲 - 川崎鷹也「夕陽の上」（Warner Music Japan）[17]
- 手語監修 - 株式会社Entameroad
- 授課・摘要筆記監修 - 高野慎太郎
- 哲學監修 - 三浦宏文
- 看護監修 - 堀江梨香
- 導演 - 八重樫風雅、牧野將、原島孝暢[15]
- 取材協力 - 駒澤大學、瀨浪歌央、東京都突發性失聰・聽力障礙者協會、明治學院大學
- 手語指導 - 小林純彌江
- 特技協調員 - 三木一輝
- 總製作人 - 山鹿達也（東京電視台）[15]
- 製作人 - 加瀨未奈（東京電視台）、藤田繪里花（東京電視台）、阿部真士（PROTX）[15]
- 製作 - 東京電視台、PROTX[15]
- 製作著作 - 「聽見向陽之聲」製作委員會[15]

### 播出日程
| 集數   | 播出日期 | 日文標題                               | 導演       |
| ------ | -------- | -------------------------------------- | ---------- |
| 第1話  | 7月04日  | 聴こえないのは、お前のせいじゃないだろ | 八重樫風雅 |
| 第2話  | 7月11日  | 向こう側に、もう俺の居場所はない       | 牧野将     |
| 第3話  | 7月18日  | 大事な人にだけ、わかってもらえれば     | 牧野将     |
| 第4話  | 7月25日  | あの声が聴こえなくなるのは、嫌だな     | 八重樫風雅 |
| 第5話  | 8月01日  | 聴こえなくなるより、怖いこと           | 八重樫風雅 |
| 第6話  | 8月08日  | また、キスとかされちゃうよ             | 八重樫風雅 |
| 第7話  | 8月15日  | もう、俺がいなくても                   | 原島孝暢   |
| 第8話  | 8月22日  | 太一以外の人じゃ、いやだから           | 原島孝暢   |
| 第9話  | 8月29日  | 同じことで同じように笑えたら           | 牧野将     |
| 第10話 | 9月05日  | 俺が学校やめるって言ったら、どうする?  | 牧野将     |
| 第11話 | 9月12日  | 今までノートテイクしてくれてありがとう | 八重樫風雅 |
| 最終話 | 9月19日  | 何度でも、全部お前に届くまで           | 八重樫風雅 |

| 日本 東京電視網 Drama NEXT                    | 日本 東京電視網 Drama NEXT                   | 日本 東京電視網 Drama NEXT |
| --------------------------------------------- | -------------------------------------------- | -------------------------- |
|                                               | 聽見向陽之聲 （2024年7月4日 - 9月19日）      |                            |
| 想跟心愛的男人分手 （2024年4月4日 - 6月20日） | 小鎮的千葉君。 （2024年10月10日 - 12月26日） |                            |